# Tony Garnier
Tony Garnier (Lió, 13 d'agost de 1869 - Ròcafòrt e la Bedola, 19 de gener de 1948) va ser un arquitecte i urbanista francès dels segles xix-xx que sobresurt per les seves propostes innovadores sobre la ciutat industrial, precursores de les del moviment modern.
El clima industrial de la seva ciutat, Lió, és fonamental per a comprendre la seva vocació. L'any 1899 va obtenir el Prix de Rome que li va permetre fer una estada d'aprenentatge a Roma durant quatre anys. Allà va començar a madurar les seves reflexions al voltant de la ciutat industrial que es van concretar el 1904 i van donar lloc a la publicació Une cité industrielle (1917) projecte utòpic de ciutat industrial molt influIt per les idees de Charles Fourier i el moviment higienista.
L'Ajuntament de Lió i concretament el seu alcalde Édouard Hérriot li van encarregar diversos projectes on va poder materialitzar les seves ideesː escorxador i mercat de bestiar (actualment conegut com a Halle Tony Garnier i dedicat a acollir grans esdeveniments) (1908-1928), Hospital de Grange Blanche (1911-1933), Stade de Gerland (1913-1926) i Barri dels Estats Units (1919-1933)
També va concebre el monument als morts de la Primera Guerra Mundial (1920-1930) que es troba al parc de la Tête d'or de Lió i que s'inspira en la cèlebre obra d'Arnold Böcklin L'Illa dels morts.
El seu últim gran projecte va ser l'edifici de l'ajuntament de Boulogne-Billancourt (1931-1934)
L'any 1985 es va articular al Barri dels Estats Units de Lió un museu urbà dedicat a la seva memòria, el Museu urbà Tony Garnier.